# Arrêt Daudignac
L'arrêt Daudignac, prononcé le 22 juin 1951 par le Conseil d'État, est un grand arrêt de la jurisprudence administrative portant sur la liberté du commerce et de l'industrie. Il aborde également la notion d'excès de pouvoir.

## L'arrêt
Dans son arrêt, le Conseil d'État donne gain de cause à un photographe qui avait exercé un recours contre un arrêté du maire de Montauban (Tarn-et-Garonne) du 2 mars 1949 imposant une procédure d'autorisation pour photographier sur la voie publique sur le territoire relevant de sa juridiction.

Le Conseil d'État a décidé que : 
« […] le maire, qui tient de l’art. 97 de la loi du 5 avr. 1884, le pouvoir de prendre les mesures nécessaires pour remédier aux inconvénients que ce mode d'exercice de la profession de photographe peut représenter pour la circulation et l'ordre public [...] ne saurait, sans méconnaître la loi précitée du 16 juill. 1912 et porter atteinte à la liberté de l'industrie et du commerce garantie par la loi, subordonner l'exercice de ladite profession à la délivrance d'une autorisation ; que dès lors, le sieur Daudignac est fondé à soutenir que l'arrêté attaqué est entaché d'excès de pouvoir ; »

## Commentaire
Dans son arrêt de 1951 le Conseil d'État a réaffirmé sans équivoque la liberté du commerce, ligne suivie avec constance dans maintes décisions ultérieures. Ce fut le constat que la profession en question n'était régie par aucune loi qui a conforté le Conseil dans son analyse : comme le résument Long et al., le Conseil « a décidé que le maire ne pouvait subordonner à autorisation l'exercice d'une profession non réglementée par la loi ». Dans la présente occurrence, le Conseil d'État n'a pas simplement eu à énoncer qu'en l’absence de restriction imposée par la loi chacun est libre d'exercer sa profession, mais il est allé jusqu'à confirmer le bien-fondé de l'argumentation du plaignant selon laquelle l'arrêté du maire incriminé relevait d'un excès de pouvoir.